# Conyza spinosa
Conyza spinosa là một loài thực vật có hoa trong họ Cúc. Loài này được (Sch.Bip.) Sch.Bip. ex Oliv. & Hiern mô tả khoa học đầu tiên năm 1877.